# Болинтин Деал (Ђурђу)
Болинтин Деал (рум. Bolintin Deal) насеље је у Румунији у округу Ђурђу у општини Болинтин Деал. Oпштина се налази на надморској висини од 101 m.

## Становништво
Према подацима из 2011. године у насељу је живело 6139 становника.